# Лія ван Лір
Лія ван Лір (уроджена Лія Семенівна Грінберг; івр. ליה ון ליר; 8 серпня 1924, Бєльці, Бессарабія, Румунія — 14 березня 2015, Єрусалим, Ізраїль) — засновниця і директор Єрусалимського міжнародного кінофестивалю.
Лауреатка Державної премії Ізраїлю (2004), кавалер ордена Почесного легіону Франції, почесний громадянин Єрусалиму.

## Походження
Лія ван Лір народилася в бессарабському містечку Бєльці в 1924 році, в родині зерноторгівця Шимена Грінберга та активістки Міжнародної жіночої сіоністської організації (Віцо) Голди (Ольги) Грінберг. Її батько був розстріляний нацистами в Бєльцях незабаром після окупації на початку німецько-радянської війни, мати загинула в гетто Трансністрії.

## Переїзд до Ізраїлю
У 1940 році оселилася в підмандатній Палестині, де вже жила її сестра. У 1946 році закінчила гуманітарний факультет Єврейського університету в Єрусалимі. У 1948 році познайомилася з інженером, пілотом та драматургом Вімом ван Ліром (англ. Wim van Leer) — сином великого голландського індустріаліста Бернарда ван Ліра (1883—1958), засновника філантропічного фонду ван Лір.

## Заснування кіноклубів
Після одруження родина ван Лір оселилася в Хайфі у 1952 році. А через три роки, в 1955 році Лія ван Лір заснувала перший ізраїльський кіноклуб. У країні тоді ще не існувало телебачення. Також вона зайнялася колекціонуванням кінопродукції. Наступного року вона відкрила аналогічні товариства любителів кіно в Тель-Авіві та Єрусалимі. Зібрана ван Лір колекція кінофільмів лягла в основу організованого нею в 1960 році там же у Хайфі Кінематографічного архіву Ізраїлю (тепер найбільшого на Близькому Сході) і в 1973 році — хайфської сінематеки, першої в країні.
Незабаром ван Ліри оселилися в Єрусалимі, куди в 1981 році за підтримки мера міста Тедді Коллека був переведений державний кіноархів і де Лія створила іншу синематеку [Архівовано 17 квітня 2017 у Wayback Machine.]. У 1984 році, за підтримки філантропічного фонду ван Лір, Лія організувала щорічний Єрусалимський міжнародний кінофестиваль, який очолювала до 2008 року. Архів, сінематека і фестиваль разом складають Єрусалимський центр кіно.

## Нагороди та визнання
У 2004 році Лія ван Лір була удостоєна Державної премії Ізраїлю за досягнення протягом всієї кар'єри.